# (5099) Iainbanks
(5099) Iainbanks és un asteroide pertanyent al cinturó d'asteroides, descobert el 16 de febrer de 1985 per Henri Debehogne des de l'Observatori de la Silla, Xile.

## Designació i nom
Designat provisionalment com 1985 DY1. Va ser nomenat Iainbanks en honor de l'escriptor escocès Iain M. Banks conegut per la sèrie La Cultura de novel·les de ciència-ficció.

## Característiques orbitals
Iainbanks està situat a una distància mitjana del Sol de 2,485 ua, podent allunyar-se'n fins a 2,613 ua i acostar-s'hi fins a 2,356 ua. La seva excentricitat és 0,051 i la inclinació orbital 1,182 graus. Triga 1.430,93 dies a completar una òrbita al voltant del Sol.

## Característiques físiques
La magnitud absoluta de Iainbanks és 13,2. Té 6,180 km de diàmetre i té una albedo estimada de 0,243.